# Erol Günaydın

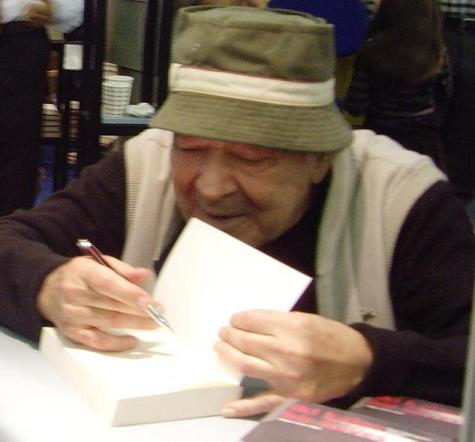

Erol Günaydın (16 de abril de 1933 - 15 de octubre de 2012) fue un actor de teatro y cine turco, así como un showman de renombre famoso sobre todo por su interpretación de Nasreddin Hoca y sus actuaciones en el tradicional meddah turco (exposiciones individuales). En 1955 se presentó en el Haldun Dormen Pocket Theater, "El sacerdote huyó" como un actor profesional comenzó su carrera con el juego. Estuvo en el teatro desde 1955 y en el cine desde 1960, y celebró sus bodas de oro junto con el cuadragésimo aniversario de su matrimonio con su cónyuge Güneş Günaydın, natural de Manisa, en compañía de sus hijos, uno de los cuales se casó en una familia italiana.
Erol Günaydın murió el 15 de octubre de 2012, en un hospital de Estambul. El 24 de agosto, fue hospitalizado por disnea en la unidad de cuidados intensivos en Bodrum. Al estar sin conciencia, Günaydın fue trasladado a Estambul en una ambulancia el 22 de septiembre. La muerte de Günaydın fue anunciada por su hija Günfer Günaydın en su cuenta de Twitter.